# Maisons (Eure-et-Loir)
Maisons ist eine französische Gemeinde mit 403 Einwohnern (Stand: 1. Januar 2022) im Département Eure-et-Loir in der Region Centre-Val de Loire (bis 2015 Centre). Die Gemeinde gehört zum Arrondissement Chartres und zum 2017 gegründeten Gemeindeverband Portes Euréliennes d’Île-de-France. Die Einwohner werden Maisonnais genannt.

## Geografie
Maisons liegt im Norden der Landschaft Beauce, 35 Kilometer ostsüdöstlich von Chartres und etwa 70 Kilometer südöstlich von Paris. Umgeben wird Maisons von den Nachbargemeinden Sainville im Norden und Osten, Léthuin im Südosten, Morainville im Süden, Denonville im Westen und Südwesten sowie La Chapelle-d’Aunainville im Westen und Nordwesten.

## Bevölkerungsentwicklung
| Jahr                      | 1962 | 1968 | 1975 | 1982 | 1990 | 1999 | 2006 | 2013 |
| Einwohner                 | 216  | 215  | 176  | 204  | 227  | 254  | 316  | 347  |
| Quelle: Cassini und INSEE |      |      |      |      |      |      |      |      |

## Sehenswürdigkeiten

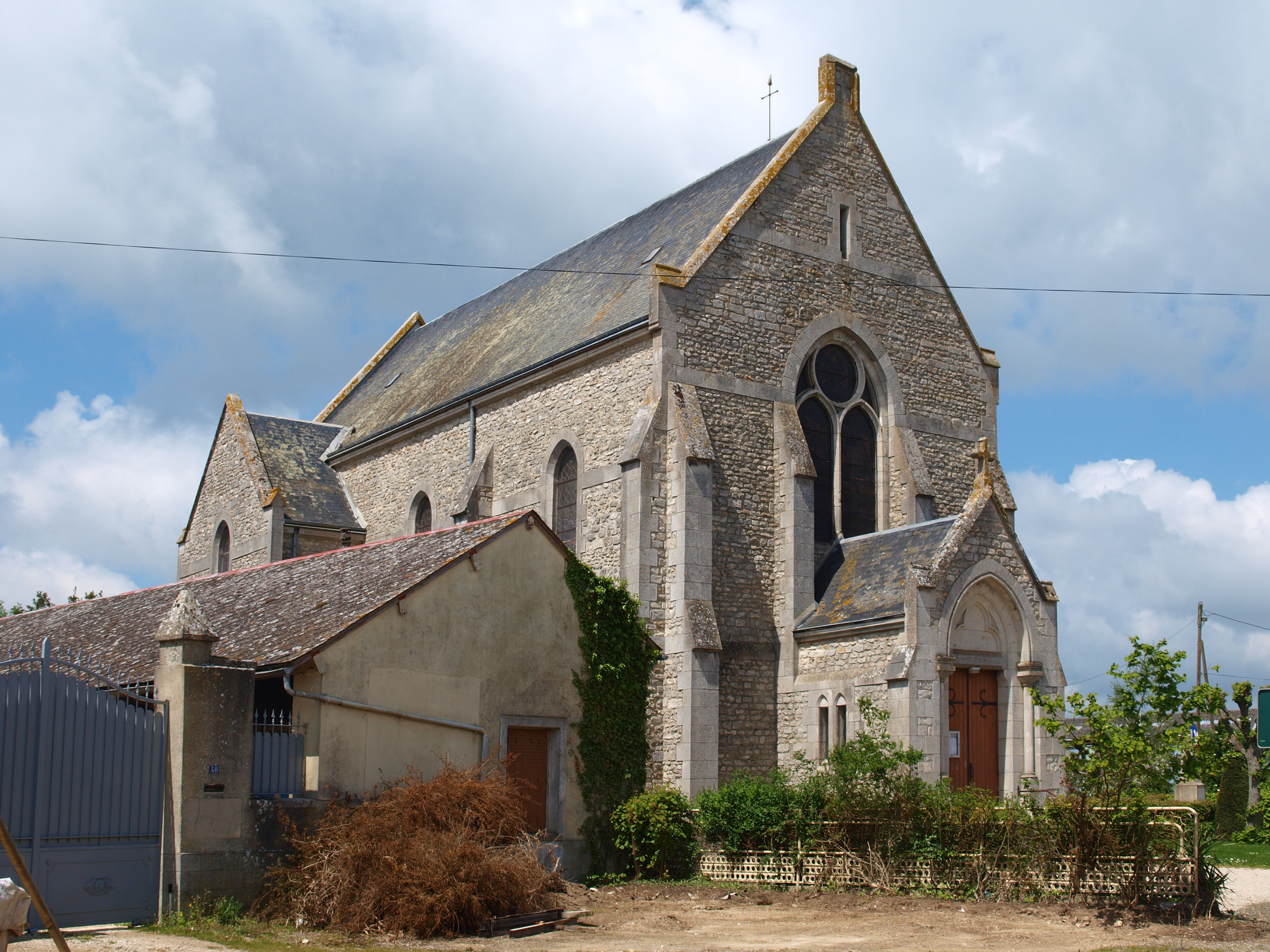
Kirche Sainte-Anne
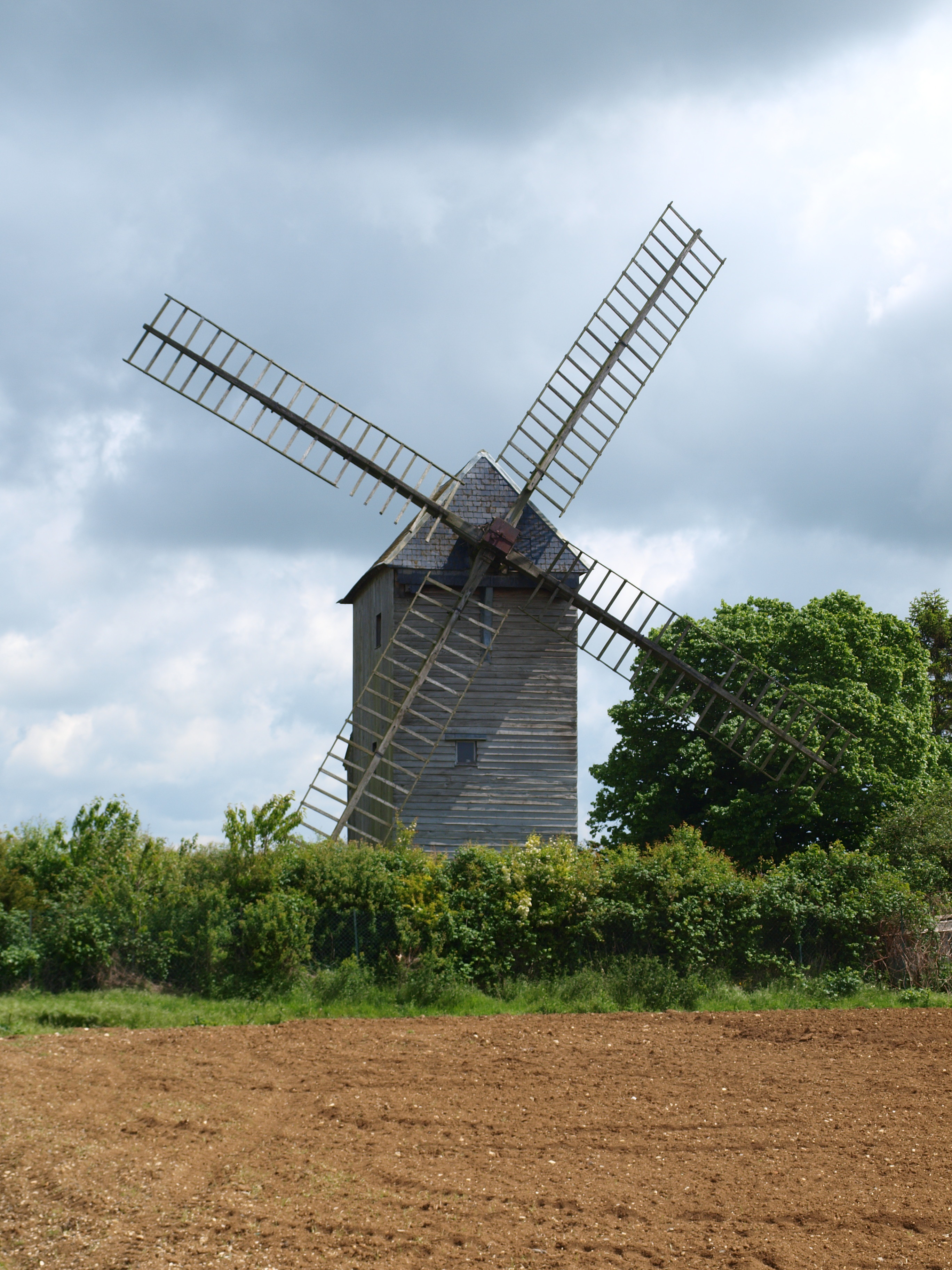
Windmühle

- Kirche Sainte-Anne
- Windmühle